# Атлантическая скумбрия
Атлантическая скумбрия (лат. Scomber scombrus) — рыба семейства скумбриевых отряда скумбриеобразных. Максимальная длина тела — 60 см, средняя — 30 см. Тело веретёнообразное, покрыто мелкой циклоидной чешуёй. Спина сине-зелёная, со множеством чёрных, слабо изогнутых полосок. Нижняя часть тела и брюхо белые. Плавательного пузыря нет.
Скумбрия эндемична для северной части Атлантического океана: по восточному побережью от Исландии до Канарских островов, а также в Балтийском (до Финского залива), Северном, Средиземном, Мраморном, Чёрном морях; по западному побережью — от Лабрадора до мыса Хаттерас (Северная Каролина). Заходы скумбрии во время летних миграций отмечались в Баренцевом и Белом морях. В наибольших количествах встречается в Северном море от Ла-Манша до Скагеррака и у юго-западного побережья Ирландии.

## Биология
Скумбрия — пелагическая стайная теплолюбивая рыба. Быстро плавает (в броске — до 77 км/ч). Стаи обычно не содержат примеси других рыб (редко с сельдью) и состоят из особей одной величины. Скумбрия живёт при температуре от 8 до 20° С, из-за чего вынуждена совершать сезонные миграции вдоль побережий Америки и Европы, а также между Мраморным и Чёрным морями. Эти миграции имеют характер нагульных (пищу скумбрии составляет мелкая рыба и зоопланктон).
Зимует скумбрия на глубине 150—250 м вдоль склона континентального шельфа. Во время зимовки она малоподвижна и мало питается. Весной перемещается ближе к берегам для нереста. Так черноморская скумбрия зимует и размножается в Мраморном море. Её нерест происходит в начале весны, после чего отнерестовавшие особи направляются через Босфор в Чёрное море. Массовый ход скумбрии продолжается с апреля по июнь, как правило, вдоль болгарских и румынских берегов. Косяки держатся в верхних слоях воды, часто у самой поверхности, производя характерный шум, и хорошо заметны по всплескам и потемнению воды, а также по скоплению рыбоядных хищников — дельфинов, тунцов, чаек. Обратное перемещение черноморской скумбрии в Мраморное море начинается, когда температура воды опускается до +10° С и заканчивается в декабре — феврале; незначительная её часть остаётся на зимовку у берегов Турции и Кавказа.
Скумбрия становится половозрелой на 2—4 году жизни; плодовитость её составляет 350—500 тысяч икринок. Может прожить до 17—18 лет.

## Хозяйственное значение
Скумбрия — ценная промысловая рыба. Мясо у неё жирное (до 16,5 % жира), богатое витамином B12, без мелких костей, нежное и вкусное. Варёное и жареное мясо приобретает несколько суховатую консистенцию.

Всемирная добыча атлантической скумбрии в тоннах
с 1950 по 2013